# Перелаз

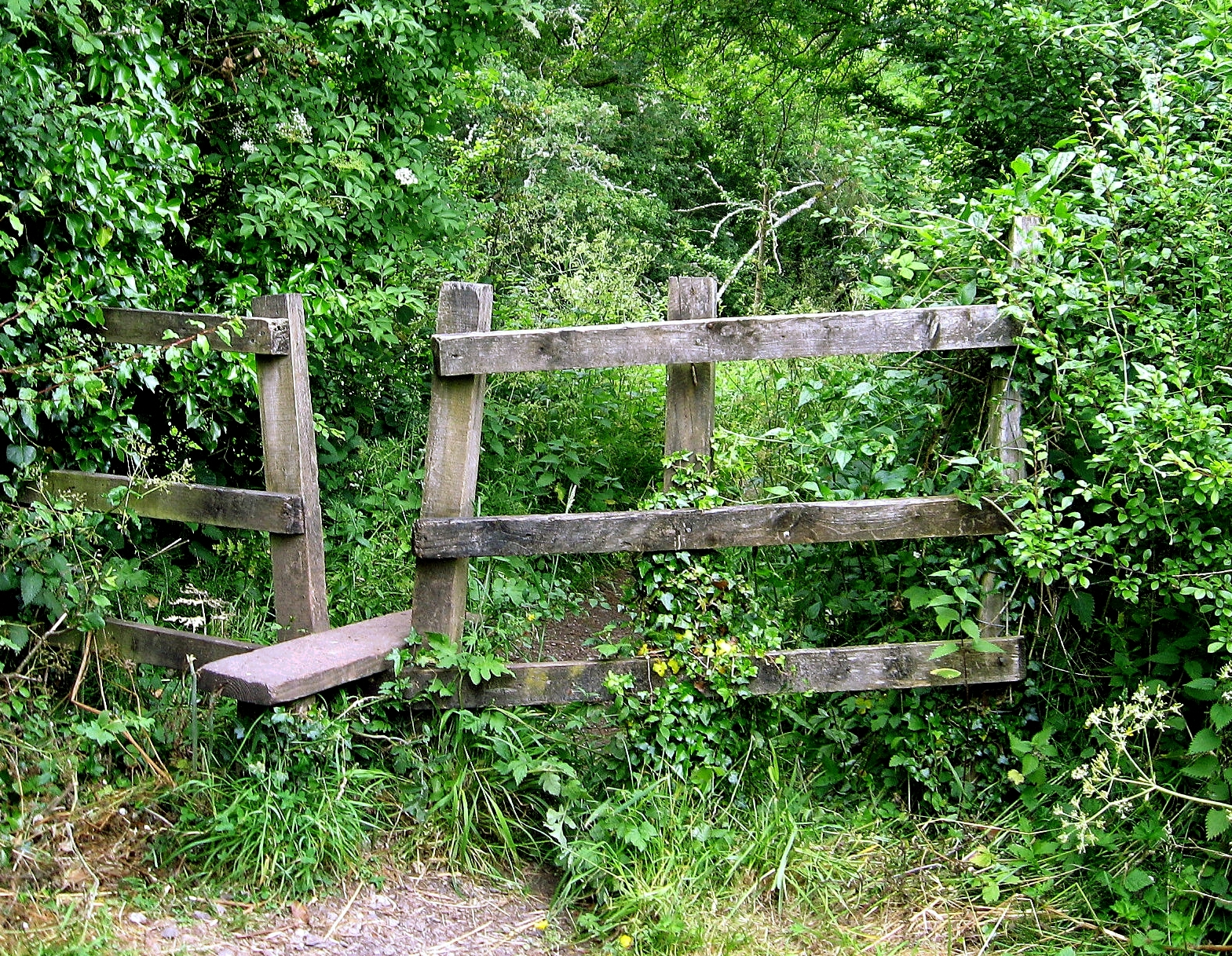
Перелаз

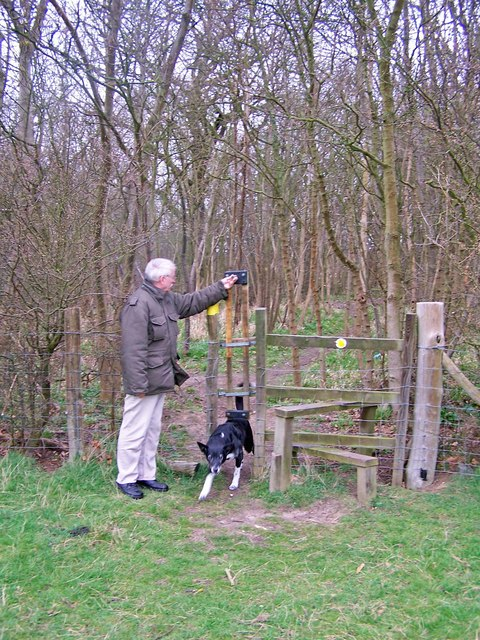
Перелаз і піднімні дверці для тварин. Мідвей, Англія

Перела́з — спеціально облаштоване місце в огорожі, яке замінює хвіртку. Частина огорожі для перелазання, зазвичай на перелазі висоту огорожі роблять меншою — такою, щоб через неї можна було переступити, перекинувши ногу. Перелаз — не перепона для людини, але він перешкоджає худобі та птиці проникнути до огороженого простору чи вийти з нього. Біля перелазу може бути встановлена сходинка.
Відмінність перелазу від хвіртки полягає в тому, що хвіртку можна забути зачинити і через неї може втекти худоба; а перелаз не потребує відчиняння та зачиняння.
Перелази часто встановлювали між сусідніми подвір'ями в селі, особливо біля криниці, якщо вона була одна на декілька подвір'їв.

## У культурі
- «Перелаз, перелаз» — українська народна пісня.

### Мовні звороти
- Як собаці (Сірку) на перелазі — дуже погано або дуже поганий.
- Аж перелази тріщали — уживається для вираження інтенсивності дії.

## Джерело
- Перелаз // Словник української мови : в 11 т. — Київ : Наукова думка, 1970—1980.
- Фразеологічний словник української мови